# Cristhian Andrey Mosquera Ibarguen
Cristhian Andrey Mosquera Ibarguen, més conegut com a Cristhian Mosquera (Alacant, 27 de juny del 2004) és un futbolista valencià, que juga com a defensa a l'Arsenal FC.
Mosquera va fitxar pel València CF als 12 anys, provinent de l'Hèrcules. Anteriorment havia jugat futbol sala al SCD Carolinas i a Cañavate San Blas.

## Palmarès
Selecció espanyola
- 1 Medalla d'or en els Jocs Olímpics: 2024[4]